# H.P. Baxxter
H.P. Baxxter, Hans Peter Geerdes (Leer, 1964. március 16. –) német énekes-dalszövegíró, a Scooter és az egykori Celebrate the Nun frontembere. Jellegzetes hidrogénszőke haja és a rapstílusból merített, kiabálós énekstílusa egyedi ismertetőjegyeinek tekinthetők.

## Életpályája
1964. március 16-án született a németországi Leer városban, jómódú középosztálybeli szülők gyermekeként. Már fiatalkorában a zene lett a kedvenc érdeklődési területe, különösen az újhullámos együttesek. Középiskolai tanulmányait fél év késéssel kezdte meg, de más miatt is kilógott iskolatársai közül: erős sminket és feltupírozott hajat viselt, az akkori újhullámos divatnak megfelelően. Egyik középiskolai tanára kezdte el őt H.P.-nek nevezni, a "Baxxter" melléknevet pedig saját bevallása szerint egy osztálytársa találta ki. A gimnázium elvégzése után Hannoverbe költözött nővére után, ahol először beiratkozott a jogi egyetemre, de azt néhány hét után abbahagyta. Végül nemzetközi kereskedelmi szakon végzett. Ezután értékesítő volt egy fogorvosi műszereket árusító cégnél, majd telefonos ügynökként dolgozott az Edel Records-nál.
1986-ban Rick J. Jordannel (Hendrik Stedler), nővérével, és Slin Thompsonnal együtt megalapították a Celebrate the Nun nevű new wave együttest, ahol nővére, Britt Maxim segítségével írták a szövegeket. Két számukkal az amerikai slágerlistákra is felkerültek, de igazán nagy sikert nem értek el. A zenekar 1991-ig létezett, ezután H.P. Hamburgba költözött. Ekkor ismerkedett meg Jens Thele producerrel, valamint ekkor tett rá életre szóló hatást a The KLF nevű együttes zenéje. 1993-ban unokaöccse, Ferris Bueller (Sören Bühler) és a visszatérő Rick segítségével megalapították először a The Loop, később pedig a Hyper Hyper című szám sikere után a Scooter nevű formációt. 1994-től kezdve napjainkig H.P. a zenekar frontembere, és egyedi stílusú énekese. Neve egybefonódott az együttesével és sajátos, bekiabálós stílusával.
Jellegzetes imidzsét saját maga alakította ki. Haját kéthetente szokta platinaszőkére festeni, többnyire a stúdióban, borotválkozni pedig naponta kétszer is szokott. Emellett vastag nyaklánca és a jobb szemöldökében található piercing szintén a védjegye lett. Híres emellett arról, hogy kedveli az oldtimer autókat, a Scooter videóklipjeiben alkalmanként vezetni is szokott egyet-egyet. Magassága 188 cm, amivel különösen kitűnik a tömegből.
A Scooteren kívül szívesen elvállal más munkákat is, egy alkalommal például Thomas Bernhard meséit olvasta fel egy hangoskönyv számára, 2007-ben pedig a 80's Flashback nevű lemezen énekelt. 2009-ben beválasztották a német Eurovíziós Dalfesztivál előselejtező zsűrijébe, 2012-ben pedig a német X-Faktor egyik mentora lett, valamint önmagát alakította a "Fraktus - A zenetörténet utolsó fejezete" című filmben. 2016-ban a "Németország szupersztárt keres" (Deutschland Sucht den Superstar) című műsor egyik zsűritagja lett.

## Magánélete
H.P. első házassága egy Kathy nevű nővel 1998-ban volt, azonban ez a nász nem bizonyult tartósnak, és hamarosan elváltak. Ezután egy Lital Hoch nevű hölggyel randevúzott, majd másodjára 2006. május 6-án nősült, amikor is Simone Mostert nevű párját vette el, akit a "Maria (I Like It Loud)" videoklipjének forgatásán ismert meg. Tőle 2010-ben vált el. Ezután egy Nikola nevű hölggyel kezdett hosszabb távú kapcsolatba, akivel 2015-ben szakított. 2016-ban alig 5 hónapig egy Liza Leven nevű 19 éves orosz rajongólány volt a párja, kettejük között a korkülönbség 32 év volt. 2016 októberétől egy Lysann nevű lány volt a párja, és ekkor szögezte le azt is, hogy elege lett a házasságokból, és soha többé nem nősül újra. Lysann-nal 2021-ben szakított, 2023-ban jött össze új párjával, Sarával, aki 37 évvel fiatalabb nála, és akit 2024 júniusában mégis elvett feleségül.

## Diszkográfia

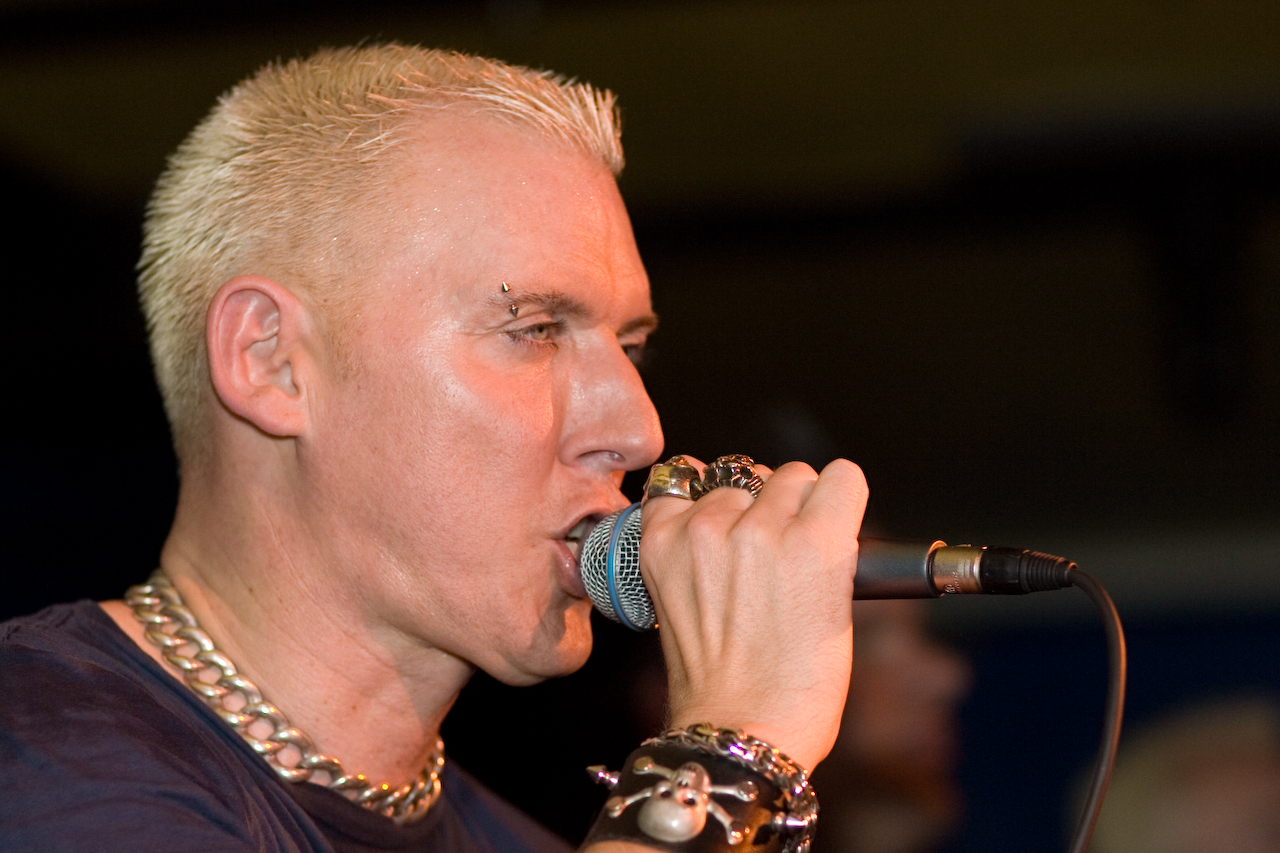
2007-ben

A Scooterrel kiadott kiadványokon kívül a következő kiadványokon szerepel:
- 1989 - Celebrate The Nun - Meanwhile
- 1991 - Celebrate The Nun - Continous
- 2004 - Thomas Bernhard meséi H.P. Baxxter felolvasásában (hangoskönyv)
- 2005 - The Disco Boys - Vol.5. (Intro)
- 2005 - Flashdance & Mixwell (Intro)
- 2007 - Harris & H.P. Baxxter - Eisbär
- 2012 - Melissa Heiduk - Send Me An Angel (szerzőként)
- 2013 - Who The Fuck Is H.P. Baxxter? (kislemez)
- 2013 - Baxxter, Simon, and DDY - Sweater Weather (társszerzőként)
- 2019 - Jebroer - Flitsmeister
- 2020 - Finch - Scootermann

## Alternatív nevei
H.P. szokásává vált az idők során, hogy különféle alias-neveket vesz fel magának, melyek aztán a lemezborítókon és a kislemezek belső oldalán olvashatóak. Jelenleg az alábbi neveit ismerjük:
- A.K.A.
- Bass Junkie
- Candyman
- Commander of the M.I.C.
- H
- Ice
- MC Ace
- MC Dave
- MC Diggy Doc
- MC Ding Ding
- MC Earl of Windom
- MC Hummin’ A Bum
- MC I
- MC MC No Diggedy H
- MC No.1.
- MC Refrain From Not Smoking H
- MC Skinny
- MC Smokealot
- MC Zippidy
- Notorious Dave
- Reverend H
- Sheffield Dave
- Shotgun MC
- shotta
- Sir Shotalot
- The Chicks Terminator
- The Darkside Fiend
- The Hardcore MC
- The Hardcore Titan
- The Horseman
- The Lyrical Teaser
- The Mic Enforcer
- The Mic Wrecker
- The Radical MC H.P.
- The Rearranger
- The Rhyme Driller
- The Screaming Lord
- The track attacker, the mic enforcer, the chicks checker
- The Vapour
- Vicious Dave
- Whistling Dave